# Estación Glew
Glew es una estación ferroviaria ubicada en la ciudad homónima, en el partido de Almirante Brown, Gran Buenos Aires, Argentina.

## Servicios
Es un centro de transferencia intermedio del servicio eléctrico metropolitano de la Línea General Roca que se presta entre las estaciones Constitución y Alejandro Korn, sirviendo también como terminal para algunos servicios eléctricos también provenientes de Constitución.  Es una de las estaciones con más movimiento de pasajeros de toda la línea.
Fue cabecera de los servicios eléctricos desde 1985 hasta 2002. Los pasajeros que debían trasladarse hacia las estaciones Guernica y Alejandro Korn debían hacer transbordo a un servicio diésel. Tal servicio era un rezago del original prestado a la ciudad de Chascomús por la extinta empresa estatal Ferrocarriles Argentinos. (este servicio fue restablecido pero con cabecera en Alejandro Korn)
Para ello, este último tramo (de 10 kilómetros de extensión) fue electrificado en su totalidad, trabajos que demandaron mucho tiempo y demoras en la circulación, tanto para los servicios urbanos como para los de larga distancia dirigidos a Mar del Plata. La primera vía se electrificó en 2002 y la segunda recién en 2010.

## Infraestructura
Posee tres andenes elevados para el servicio eléctrico. Los dos andenes principales se utilizan para el servicio a Alejandro Korn, mientras que al tercero se lo usa para los servicios que finalizan aquí.
El acceso general se encuentra en la calle Avellaneda 19. También existe un acceso adicional a los andenes 1 y 3 -incluyendo molinetes y rampa para discapacitados- ubicado en el paso a nivel de la calle Patria. A su vez, dos dársenas de colectivos se encuentran lindantes a la estación, en las calles Vicente López y Planes (dársena este) y Uspallata (dársena oeste). Todas los andenes y el hall de la estación -ubicado en el lado oeste- se encuentran comunicados por un puente peatonal.
En 1984 la estación original construida por el Ferrocarril del Sud fue demolida reemplazándola por un nuevo edificio como parte de los trabajos de electrificación de la línea.

## Diagrama
| Vía 1              | Terminal de trenes fraccionados provenientes de Constitución Partida de trenes fraccionados hacia Constitución (próxima Longchamps)      |
| Plataforma central | |
| Vía 2              | Trenes a Korn provenientes de Constitución (próxima Guernica) Trenes directos a Korn provenientes de Constitución (próxima Guernica)     |
| Vía 3              | Trenes a Constitución provenientes de Korn (próxima Longchamps) Trenes directos a Constitución provenientes de Korn (próxima Longchamps) |
| Plataforma Oeste   | |